# Pagat Point
Pagat Point är en udde i Guam (USA).   Den ligger i kommunen Yigo, i den norra delen av Guam, 16 km öster om huvudstaden Hagåtña. 